# Oscar Coop-Phane

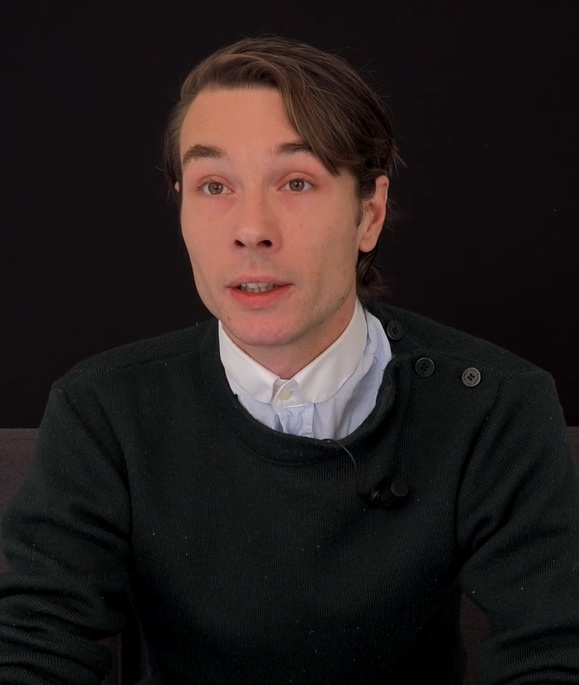
Oscar Coop-Phane, 2017

Oscar Coop-Phane (* 15. Dezember 1988) ist ein französischer Schriftsteller.

## Biografie
Mit Zénith-Hôtel debütierte Coop-Phane 2012 als Schriftsteller. Noch im selben Jahr wurde er mit dem renommierten französischen Literaturpreis Prix de Flore ausgezeichnet. Für seinen zweiten Roman Demain Berlin, welcher 2013 erschien, verbrachte er ein Jahr lang in Berlin, während er für gewöhnlich in Paris lebt.
Im September 2013 wurde Coop-Phane Kolumnist der französischen Vanity Fair.

## Werke (Auswahl)
- Zénith-Hôtel, London : Arcadia Books, 2012, ISBN 1-909807-50-8
- Demain Berlin (dt.: Bonjour Berlin. Ü: Christian Kolb. Metrolit Verlag. Berlin 2013. ISBN 978-3-8493-0315-0)
- Mâcher la poussière : roman, Paris : Bernard Grasset, 2017, ISBN 2-246-85495-4